# Henri Vieuxtemps
Henri François Joseph Vieuxtemps (1820-1881) là nhà soạn nhạc, nghệ sĩ đàn violin người Bỉ.

## Cuộc đời và sự nghiệp
Henri Vieuxtemps lên 6 tuổi đã hòa tấu với dàn nhạc giao hưởng tại Verviers. Vieuxtemps là học trò của Charles Auguste de Bériot ở Paris trong các năm 1828-1831. Vieuxtemps học phức điệu với Simon Sechter ở Viên và Antonín Reicha ở Paris năm 1835. Vieuxtemps là nghệ sĩ violin của triều đình và giáo sư dạy violin tại thành phố Sankt Petersburg trong các năm 1846-1852 và là giáo sư violin tại Nhạc viện Brussels trong các năm 1871-1873.

## Phong cách âm nhạc
Henri Vieuxtemps được coi là một trong những nghệ sĩ violin giỏi nhất lúc ấy.

## Tác phẩm
Henri Vieuxtemps đã sáng tác:
- bảy bản concerto cho violin
- Các bản sonata cho violin
- ba bản tứ tấu đàn dây
- Nhiều tiểu phẩm cho violin
- Các cadenza cho các bản concerto của Ludwig van Beethoven

## Danh mục tác phẩm
Concertante
- Violin Concerto No. 1 in E major, Op. 10 (1840)
- Les arpéges (Caprice) in D major for violin and orchestra (or piano) with cello obligato, Op. 15 (c.1845)
- Violin Concerto No. 2 in F♯ minor "Sauret", Op. 19 (1836)
- Violin Concerto No. 3 in A major, Op. 25 (1844)
- Violin Concerto No. 4 in D minor, Op. 31 (c.1850)
- Fantasia appassionata for violin and orchestra, Op. 35 (c.1860)
- Violin Concerto No. 5 in A minor "Le Grétry", Op. 37 (1861)
- Ballade et polonaise de concert for violin and orchestra, Op. 38 (c.1858)
- Duo brilliant in A major for violin, cello (or viola) and orchestra or piano, Op. 39 (1864?)
- Cello Concerto No. 1 in A minor, Op. 46 (1877)
- Violin Concerto No. 6 in G major, Op. 47 (1865) (Op. 1 posthumous)
- Violin Concerto No. 7 in A minor "À Jenő Hubay", Op. 49 (1870) (Op. 3 posthumous)
- Cello Concerto No. 2 in B minor, Op. 50 (1879) (Op. 4 posthumous)
- Allegro de concert for violin and orchestra, Op. 59 (Op. 13 posthumous); movement I of the unfinished Violin Concerto No. 8

Tác phẩm thính phòng
- String Quartet No. 1 in E minor, Op. 44 (1871)
- String Quartet No. 2 in C major, Op. 51 (Op. 5 posthumous)
- String Quartet No. 3 in B♭ major, Op. 52 (Op. 6 posthumous)

Violin và piano
- 3 Romances sans paroles, Op. 7 (1841)
- 4 Romances sans paroles, Op. 8 (c.1845)
- Violin Sonata in D major, Op. 12 (1843)
- Souvenir d'Amérique, Variations burlesques sur "Yankee Doodle", Op. 17 (1843)
- Souvenir de Russie (Fantasie), Op. 21 (c.1845)
- 6 Morceaux de salon, Op. 22 (1847?)
- 3 Morceaux de salon, Op. 32 (c.1850)
- Bouquet américain, 6 Variations sur mélodies populaires, Op. 33 (c.1855)
- 3 Feuilles d'album, Op. 40 (1864)
- Old England, Caprice on 16th- and 17th-Century English Airs, Op. 42 (1865)
- Suite in B Minor, Op. 43 (1871)
- Voix intimes, 6 pensées melodiques, Op. 45 (1876)
- Voies de cœurs, 6 pièces, Op. 53 (Op. 7 posthumous)
- Fantaisies brilliantes, Op. 54 (Op. 8 posthumous)
- Salut à l'Amérique (Greeting to America), Op. 56 (Op. 10 posthumous)
- Impressions et réminiscences de Pologne, Op. 57 (Op. 11 posthumous)

Viola
- Élégie in F minor for viola (or cello) and piano, Op. 30 (?1854)
- Viola Sonata in B♭ major, Op. 36 (1863)
- Capriccio "Hommage à Paganini" in C minor for viola solo, Op. 55 (Op. 9 posthumous)
- Sonate inachevée (Allegro et Scherzo) in B♭ major for viola and piano, Op. 60 (Op. 14 posthumous)